# 藤津準一
藤津 準一（ふじつ じゅんいち、1869年4月7日（明治2年2月26日） - 1919年（大正8年）1月17日）は、大日本帝国陸軍軍人。最終階級は陸軍少将。位階勲等功級は従四位勲三等功四級。

## 経歴・人物
長門国大津郡、後の菱海村（現長門市）で山口県士族・藤津正憲の長男として生まれ、1870年（明治3年）5月に家督を相続する。
1891年（明治24年）陸軍士官学校第2期卒業。翌年、陸軍歩兵少尉に任官する。1897年（明治30年）陸軍大学校に入校し、1900年（明治33年）同校を第14期で卒業する。
近衛野砲兵連隊大隊長、下関要塞参謀を経て、1911年（明治44年）11月に陸軍砲兵大佐・野砲兵第4連隊長に任官。この間、日露戦争に出征し、その功により功四級金鵄勲章を叙勲する。
以降、1912年（明治45年）7月に野砲兵第13連隊長、1913年（大正2年）8月に第6師団参謀長、1916年（大正5年）8月に陸軍少将・重砲兵第1旅団長を経て、1918年（大正7年）7月に陸軍重砲兵射撃学校長となり、翌年、在任中に没した。

## 栄典
位階
- 1916年（大正5年）9月11日 - 正五位[8]
- 1919年（大正8年）1月21日 - 従四位[2]

## 親族
- 二女 三浦勝子 三浦三郎陸軍中将の妻[5]
- 三女 小畑富子 小畑信良陸軍少将の妻[5]